# Wet luchtvaart

De wet stelt o.a. eisen aan vliegtuigen.

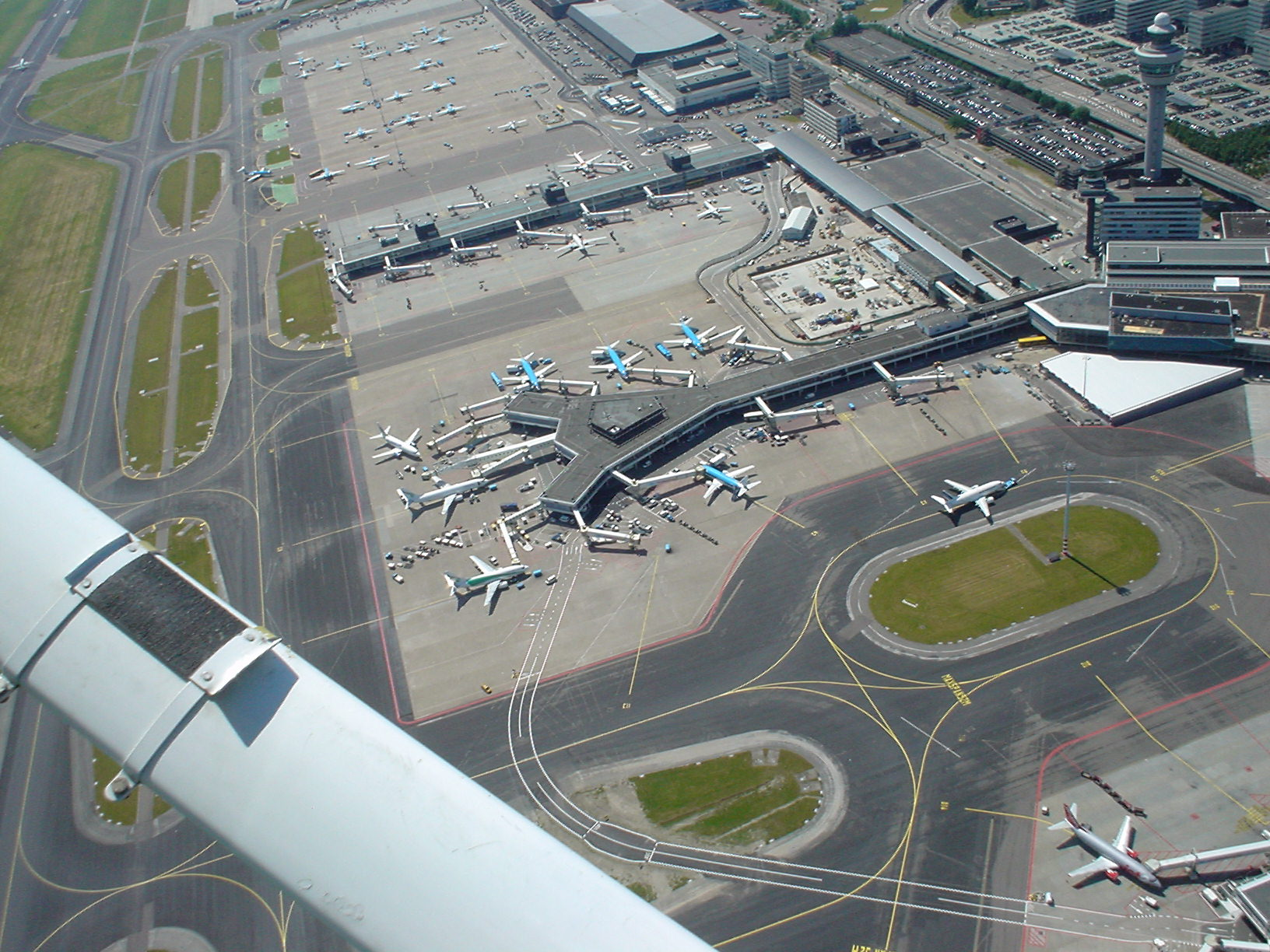
De wet regelt de aanwijzing van luchthavens waaronder Schiphol.

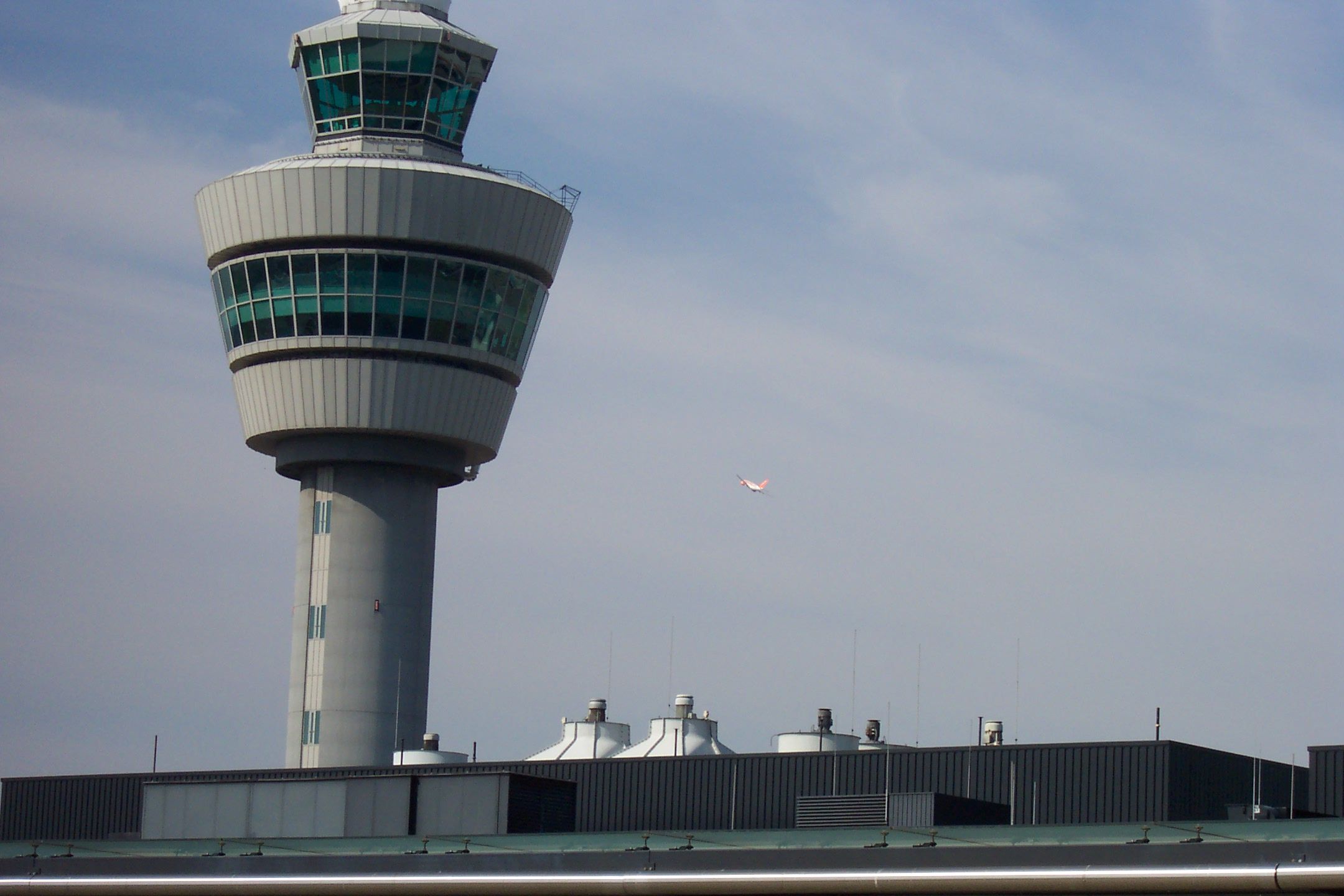
De wet regelt de luchtverkeersleiding, die op Schiphol zetelt in de toren.

De Nederlandse Luchtvaartwet van 15 januari 1958 regelt het gebruik van luchtvaartuigen en luchtvaartterreinen in Nederland. Deze Luchtvaartwet was ter vervanging van de eerste Luchtvaartwet van 1926. 
De Luchtvaartwet van 1958 wordt stapsgewijs vervangen door de Wet Luchtvaart van 18 juni 1992, in die zin dat beide wetten gelden, en stapsgewijs delen van de Luchtvaartwet vervallen.
De Luchtvaartwet en Wet Luchtvaart gelden in principe ook voor de militaire luchtvaart en militaire vliegvelden tenzij de minister van Defensie anders bepaalt.

## Inhoud van de wet
De belangrijkste punten die in de Luchtvaartwet en Wet Luchtvaart worden geregeld zijn:
- regels voor alle Nederlandse luchtvaartuigen waar ook ter wereld
- regels voor al het luchtverkeer boven Nederland en een deel van de Noordzee
  - luchtvaartmaatschappijen hebben een vergunning nodig om te mogen vliegen in Nederland
  - eisen voor piloten
  - eisen voor vliegtuigen
  - er mag alleen worden opgestegen of geland op een daartoe aangewezen vliegveld
  - vlieghoogten en vliegroutes
  - als de veiligheid in het geding is mag van alle regels worden afgeweken
- aanwijzing van vliegvelden
  - voor elk vliegveld gelden geluidszones en grenswaarden voor geluidsoverlast
  - tarieven voor gebruik van de vliegvelden
  - beveiliging vliegvelden
  - regels voor bebouwing(shoogte) op en rond vliegvelden
- de luchtverkeersbeveiliging en luchtverkeersdienstverlening (LVNL)
- luchthaven Schiphol

## LIB en LVB
Voor Schiphol zijn enkele bovenstaande punten in detail geregeld in besluiten:
- Luchthavenindelingbesluit Schiphol (LIB). Het LIB regelt welk gebied bestemd is voor gebruik als luchthaven en voor welk gebied daaromheen beperkingen gelden ten behoeve van de veiligheid en geluidsbelasting. Het LIB geeft regels voor gebruik en bestemming van de grond in deze gebieden.
- Luchthavenverkeerbesluit Schiphol (LVB). Het LVB bevat een beschrijving van de luchtverkeerwegen en geeft regels voor het gebruik hiervan. Het LVB bevat grenswaarden voor het externe-veiligheidsrisico (neerstorten vliegtuigen), geluidbelasting (geluidsoverlast) en luchtverontreiniging. Bijzonder is dat het beschermingsniveau (veiligheid, geluid, luchtvervuiling) volgens de Wet Luchtvaart nooit lager mag worden dan dat van het eerste LVB.

## Terminologie
Het Besluit vluchtuitvoering 2008 verstaat onder:
luchtschip: luchtvaartuig, lichter dan lucht, dat is voorzien van een voortstuwingsinrichting en een besturingsinrichting;
vliegtuig: gemotoriseerd luchtvaartuig met vaste vleugels, zwaarder dan lucht, dat hoofdzakelijk in de lucht gehouden kan worden door aërodynamische reactiekrachten op zijn vleugels;
vrije ballon: luchtvaartuig, lichter dan lucht, niet voorzien van een voortstuwingsinstallatie en ingericht om ten minste één persoon te vervoeren.
Het Besluit luchtvaartuigen 2008 geeft ook definities van diverse soorten luchtvaartuigen.

## Luchtverkeersreglement
Het Besluit van 18 december 1992, houdende regelen ter bevordering van de veiligheid en de regelmaat van het luchtverkeer (Luchtverkeersreglement) stelt nadere regels.
Het definieert onder meer de volgende categorieën "bijzondere luchtvaartuigen":
- kabelvlieger
- kleine kabelballon
- licht onbemand luchtvaartuig
- modelluchtvaartuig
- onbemande vrije ballon
- valscherm
- valschermzweeftoestel